# Kotlje
Kotlje is een plaats in Slovenië die deel uitmaakt van de Sloveense gemeente Ravne na Koroškem in de NUTS-3-regio Koroška. De plaats telde 1.091 inwoners op 1 januari 2020.